# Mineiro (accent)
Pour les articles homonymes, voir Mineiro et Mineiro (homonymie).

Accents sur Minas Gerais.

Mineiro est le terme portugais brésilien pour l'accent caractéristique parlé au cœur, est et sud-est de l'état brésilien de Minas Gerais,.

## Étymologie
Le terme est aussi le démonyme de Minas Gerais.

## Caractéristiques
Ce dialecte est souvent difficile à comprendre pour les personnes en dehors de la région où il est parlé en raison de la forte assimilation et élision.

### Histoire de l'étude
La première étude scientifique du dialecte a été l'Esboço de um Atlas Linguístico de Minas Gerais (EALMG), Projet d'un Atlas linguistique pour Minas Gerais. Le travail a été effectué en 1977 par l'Université fédérale de Juiz de Fora.

## Démographie
Il est parlé dans sa capitale, Belo Horizonte, et ses villes historiques: Ouro Preto (capitale 1720 - 1897), Mariana (premier ville), Santa Bárbara, Sabará, Diamantina, Tiradentes, São João del-Rei, Itabira, Congonhas, Caeté, Serro, etc. L'accent est le plus parlé dans quatre grandes régions du Minas Gerais.
- Belo Horizonte
- Barbacena
- Ipatinga
- Juiz de Fora

Dix millions de personnes, soit environ la moitié de la population de l'état, le parlent.

### Villes les plus peuplées parlant Mineiro (pop. >50 000)
- Plus de 700 000 : Belo Horizonte (2 530 701) ;
- Entre 600 000 et 700 000 : Contagem ;
- Entre 500 000 et 600 000 : Juiz de Fora ;
- Entre 400 000 et 500 000 : Betim ;
- Entre 300 000 et 400 000 : Ribeirão das Neves ;
- Entre 250 000 et 300 000 : Ipatinga ;
- Entre 200 000 et 250 000 : Sete Lagoas, Santa Luzia ;
- Entre 150 000 et 200 000 : Ibirité ;
- Entre 100 000 et 150 000 : Barbacena, Sabará, Vespasiano, Conselheiro Lafaiete, Itabira, Ubá, Coronel Fabriciano, Muriaé ;
- Entre 75 000 et 100 000 : Nova Lima, Caratinga, Manhuaçu, Timóteo, São João del-Rei, Curvelo, João Monlevade, Viçosa, Cataguases ;
- Entre 50 000 et 75 000 : Ouro Preto, Esmeraldas, Lagoa Santa, Pedro Leopoldo, Mariana, Ponte Nova, Congonhas, Leopoldina, Itabirito.

## Acceptation au Brésil
En 2023, le mineiro a été élu dialecte le plus charmant du Brésil dans une enquête menée par une application d'apprentissage des langues,,,.
Le sociolecte prestigieux de l'accent mineiro parlé en Belo Horizonte est le dialecte le plus proche du portugais brésilien standard. Ce dialecte médiatique du portugais brésilien standard est appelé sotaque neutro.